# Conotrachelus tumidipes
Conotrachelus tumidipes – gatunek chrząszcza z rodziny ryjkowcowatych.

## Zasięg występowania
Ameryka Południowa, występuje w Brazylii.

## Budowa ciała
Ciało wydłużone. Przednia krawędź pokryw nieznacznie szersza od przedplecza. Na ich powierzchni podłużne żeberkowanie oraz wyraźne punktowanie. Przedplecze niemal okrągłe w zarysie w tylnej części, z przodu znacznie i łagodnie zwężone, gęsto punktowane na całej powierzchni.